# Симонов, Егор Митрофанович
Егор Митрофанович Симонов (8 апреля[уточнить] 1839, Миасский завод, Троицкий уезд, Оренбургская губерния — 1922, Кочкарь, Троицкий уезд, Челябинская губерния) — уральский золотопромышленник, купец первой гильдии.
Потомственный почётный гражданин Миасса.

## Биография
Родился в 1839 году в семье миасского мастерового.
В молодости работал штейгером (горным мастером) на золотом прииске около деревни Кочкарь, принадлежащего князю А. И. Кугушеву.
Удачно выкупил в собственность участок земли с богатой золотоносной жилой.
Покупая новые участки и разворачивая на них золотодобычу становится одним из самых богатых жителей Миасса.
В 1878 году купил дом с мезонином на улице Кундравинской (ныне Пушкина).
Справа от старого дома были построены лавка и роскошный особняк.
Был награжден орденами Станислава и Анны III степени.
На Сибирско-Уральской научно-промышленной выставке в 1887 году представил золотопромывочное оборудование.
Был награждён Большой серебряной медалью выставки.
В 1898 году прииски Симонова были куплены англичанами, организовавшими «Троицкое золотопромышленное общество».
После революции особняк и имения Симонова были национализированы, сам он уехал к семье сына в Кочкарь, где и умер в 1922 году.
В бывшем особняке Симонова в Миассе сейчас размещается Миасский краеведческий музей.
Симонову также приписывается постройка дачи на озере Большое Миассово. Впоследствии на этой даче разместилась
биостанция Н. В. Тимофеева-Ресовского.

### Благотворительность
Много занимался благотворительностью.
Был одним из основных жертвователей на Александро-Невский собор в Миассе (ныне разрушен). Был почётным старостой этого собора.
Жертвовал на работу церковно-приходских школ, построил школу для девочек, содержал приют.
Финансировал постройку ремесленной школы в Миассе (ныне ул. Ремесленная, 8а). Был членом Уральского общества любителей естествознания.
На Пасху дарил беднейшим жителям Миасса продуктовые подарки.
Финансировал постройку церкви в деревне Нижние Караси.
Софинансировал постройку церкви в Кочкари, построил при ней церковно-приходскую школу

## Семья
Отец — миасский мастеровой Митрофан Агафонович Симонов. По другим данным он работал на Миасских казенных приисках.
Мать — Василиса Абрамовна.
Братья Егора Митрофановича были его компаньонами.
Наследником Егора Митрофановича был его сын Василий. Запомнился он в основном разгульным образом жизни. Умер раньше отца (в 1911 году) и похоронен в Миассе, в подвале церкви, построенной его отцом. О взаимоотношениях отца и сына был снят документальный фильм.